# Porsche 944
 (novembre 2018).
Si vous disposez d'ouvrages ou d'articles de référence ou si vous connaissez des sites web de qualité traitant du thème abordé ici, merci de compléter l'article en donnant les références utiles à sa vérifiabilité et en les liant à la section « Notes et références ».
La Porsche 944 est un modèle de voiture de sport produit par le constructeur automobile allemand Porsche.

## Historique
Au début des années 1980, les seuls modèles commercialisés par Porsche sont la célèbre 911, et les deux modèles à moteur avant 924 et 928. Les Porsche à moteur avant étaient prévues pour moderniser l'image vieillissante de la célèbre 911 et assurer un comportement routier plus équilibré grâce à une meilleure répartition des masses. Extérieurement, elle hérite des lignes de sa devancière 924, sortie cinq ans plus tôt, tout en montrant un style plus sportif. Elle est issue du crayon de Anatole Lapine, designer letton également responsable de la 928.
Montant en puissance par rapport à la 924 qui disposait de seulement 125 ch, la 944 est motorisée par un quatre-cylindres de 2,5 L de 163 ch. La 924 possède un bas-moteur Audi (d'où le prix plus abordable), et la 944 (moteur Porsche) remplacera progressivement au catalogue sa devancière. La 924 sera en effet produite jusqu'en 1988, les dernières séries (924S) intégrant même le moteur de la 944, légèrement « dégonflé » pour la circonstance (150 puis 160 ch en 1988).
Après avoir été annoncée en juin 1981, la 944 a été présentée en septembre au salon de l'automobile de Francfort, où elle est très bien accueillie par la presse et le public. Elle est produite à partir de novembre 1981, et commercialisée à la fin de la même année.
La 944 Turbo est présentée en février 1985, et lancée en juillet. Son moteur, qui ne change pas de cylindrée, développe 220 ch. En 1988, la puissance de la 944 Turbo est revue à la hausse grâce à l'emploi d'un nouveau turbo K26/8. La voiture atteint désormais 250 ch. L'appellation sera alors Turbo S (Cup en France) pour une série limitée à 1 000 exemplaires. À partir de 1989, toutes les 944 turbo développent 250 ch. 
En 1991, la 944 est remplacée par la 968, construite sur la même base mais dont l'esthétique a été revue pour lui donner un air de famille avec la 928 et la future 911 (type 993), qui sortira fin 1993. La 968 sera équipée d'un moteur atmosphérique de 3 litres de cylindrée développant une puissance de 240 ch, grâce notamment à une distribution variable, dénommée « Variocam ».

## Présentation

### Design

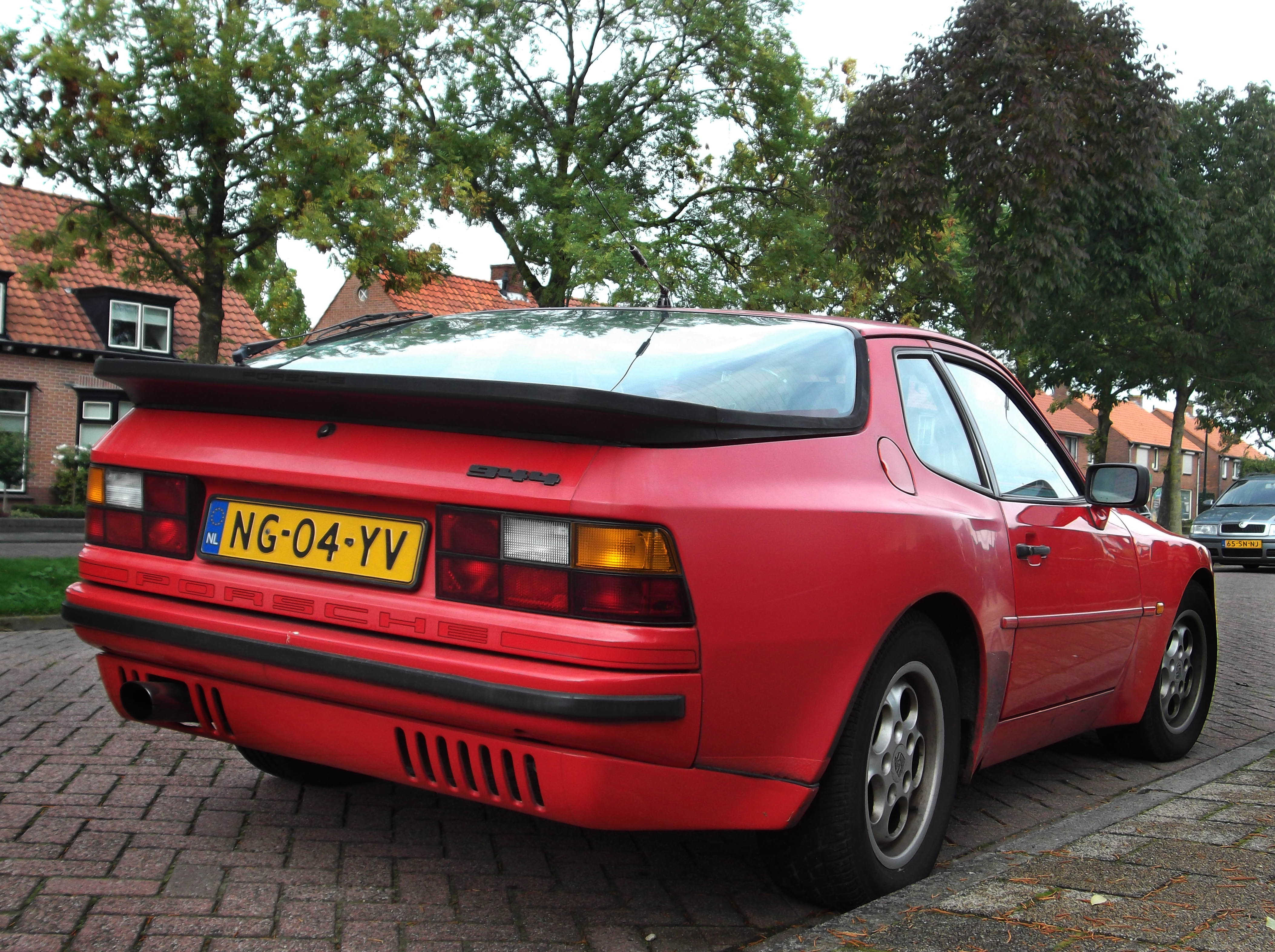
L'arrière de la 944 (avec un kit Rothmans)

Au niveau esthétique, elle reprend les caractéristiques de la 924, ses ailes renflées rappellent celles de la 924 Carrera GT. Les S2 et Turbo possèdent une face avant spécifique, différente des PH1, PH2 et S.
Les jantes « téléphone » sont apparues sur les PH2 à partir de 1985.

### Technique
Tout comme sa petite et sa grande sœur (les 924 et 928), elle dispose de la transmission « Transaxle » : le moteur situé à l'avant de la voiture est relié à la boîte de vitesses logée à l'arrière par le transaxle. Cette répartition des éléments mécaniques permet d'obtenir une distribution des masses proche de 51/49 entre l'avant et l'arrière et d'avoir, ainsi, un châssis parfaitement équilibré. Ce châssis est directement dérivé de celui de la 924, il est notamment amélioré au niveau des suspensions et du système de freins. La carrosserie est galvanisée, réduisant les problèmes de corrosion.
Pour la motorisation, on trouve un quatre-cylindres 100 % Porsche qui est un demi-moteur de 928 : en effet, son inclinaison est due au fait que le V8 de la 928 a été « coupé en deux ». L'équilibrage est assuré par deux arbres indexés en rotation situés de chaque côté du bloc, entraînés par une courroie supplémentaire à double dentition. L'injection est électronique (Bosch L-Jetronic).
Le refroidissement liquide possède un échangeur (eau/huile) afin d'abaisser directement la température de l'huile. La boîte de vitesses, située entre les roues arrière, possède cinq rapports commandés par un court levier. L'embrayage mono-disque à sec est à commande hydraulique. La distribution à arbre(s) à cames en tête utilise des poussoirs hydrauliques.
Pour la suspension, l'avant est de type MacPherson, triangles inférieurs et combinés ressorts/amortisseurs, barre anti-roulis. L'arrière comprend des bras obliques, barres de torsion transversales, amortisseurs télescopiques, barre anti-roulis (certains modèles en option).                                                                    
Pouvant encaisser plus de 300 chevaux, les versions de base sont très fiables si l'entretien ne fait pas défaut.

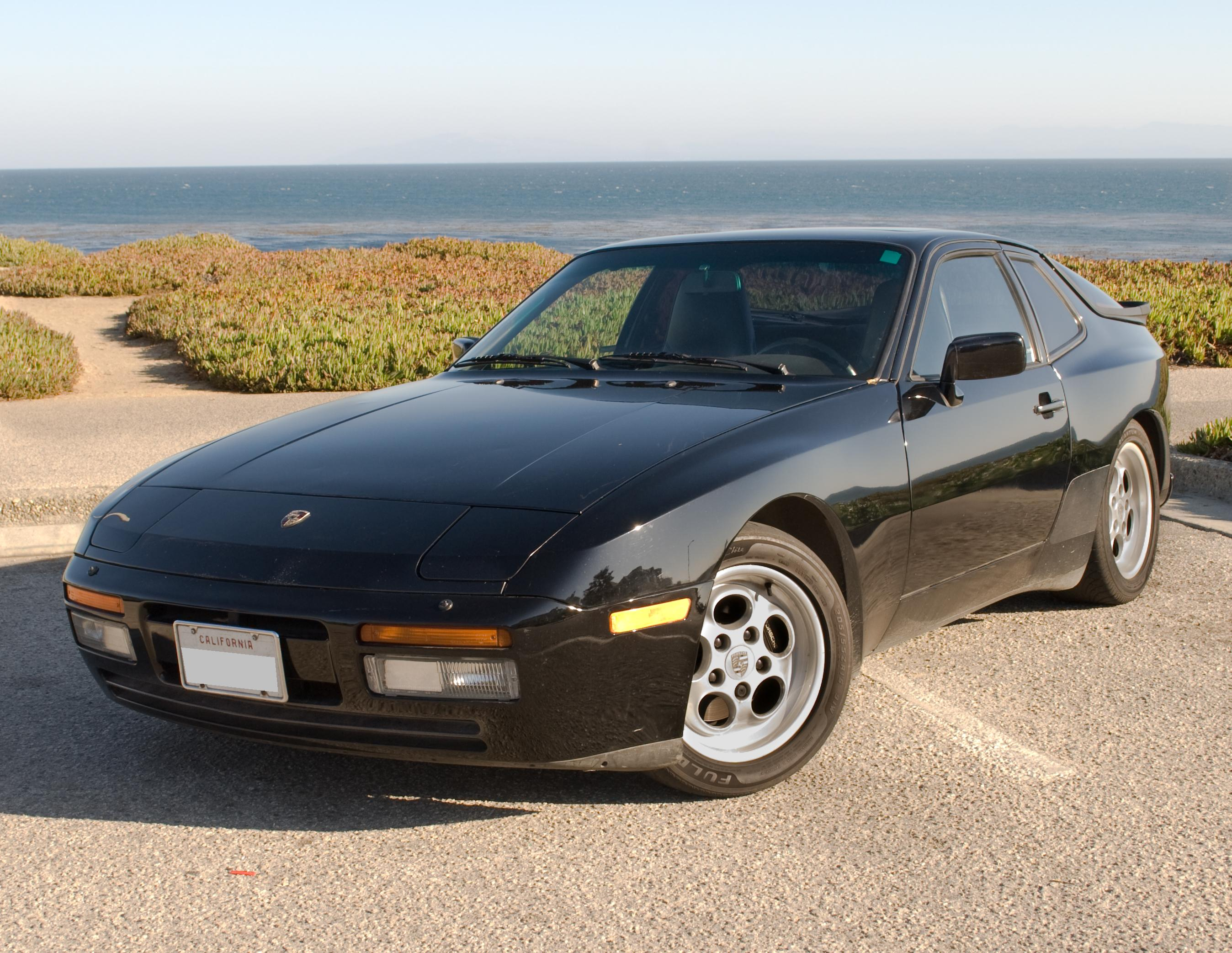
Une 944 Turbo (1986). On remarque la face avant des phase 2.

Pour les dernières évolutions du quatre-cylindres, la cylindrée passe des 2,5 L d'origine à 2,7 litres puis à 3 L (sur les modèles 944 S2, et sur la 968). À l'époque, avec ses trois litres de cylindrée, il s'agissait du plus gros 4-cylindres essence monté en série, toutes marques confondues.
Dans la 944 de 1981, ce moteur atmosphérique, d'une cylindrée de 2,5 litres doté d'une culasse à 8 soupapes, développe une puissance de 163 chevaux. Il connaîtra plusieurs évolutions (en passant par une version de 2,7 L) jusqu'à atteindre une cylindrée de 3 L donnant une puissance de 211 ch en version atmosphérique avec une culasse à 16 soupapes dans la 944 S2. Il y aura également une version turbocompressée, développant 220 puis 250 ch (kit racing 290 ch sur 37 exemplaires), avec la cylindrée originelle de 2,5 L et la distribution à 8 soupapes.

## Les modèles
| Année     | Modèle           | Cylindrée | Soupapes | Puissance DIN | Exemplaires |
| --------- | ---------------- | --------- | -------- | ------------- | ----------- |
| 1981-1984 | 944 phase 1      | 2 479 cm3 | 8        | 163 ch        | 64 486      |
| 1985-1988 | 944 phase 2      | 2 479 cm3 | 8        | 163 ch        | 47 014      |
| 1988-1989 | 944 2,7 L        | 2 681 cm3 | 8        | 165 ch        | 4 246       |
| 1985-1988 | 944 turbo 220    | 2 479 cm3 | 8        | 220 ch        | 17 627      |
| 1986-1988 | 944 S            | 2 479 cm3 | 16       | 190 ch        | 7 324       |
| 1988-1991 | 944 turbo 250    | 2 479 cm3 | 8        | 250 ch        | 3 788       |
| 1988      | 944 turbo Cup/S  | 2 479 cm3 | 8        | 250 ch        | 1 635       |
| 1989-1991 | 944 S2           | 2 990 cm3 | 16       | 211 ch        | 9 352       |
| 1989-1991 | 944 S2 Cabriolet | 2 990 cm3 | 16       | 211 ch        | 6 980       |
| Total     | Total            | Total     | Total    | Total         | 162 452     |

Selon une autre source (944online.com) 163 192 voitures auraient été assemblées suivant les quantités ci-dessous :
| Année | Production |        | Monde (hors US) | États-Unis  | Notes |
| 1982  | 3 921      | 3 921  |                 |             |       |
| 1983  | 14 633     | 9 127  | 5 506           |             |       |
| 1984  | 26 539     | 9 921  | 16 618          |             |       |
| 1985  | 23 720     | 17 553 | 6 167           |             |       |
| 1986  | 17 010     | 6 109  | 10 901          |             |       |
| 1987  | 10 689     | 2 343  | 8 346           |             |       |
| 1988  | 5 965      | 2 226  | 3 731           | 8 vers Aus. |       |
| 1989  | 10 593     | 4 941  | 5 652           |             |       |

## Porsche 944 Turbo Cup
La Porsche 944 Turbo Cup a participé à de nombreux championnats de sport automobile à travers le monde. En 2013, certaines concourent toujours en African 6H.